# Cedillo
Cedillo es un municipio y localidad español de la provincia de Cáceres, en la comunidad autónoma de Extremadura. El término municipal tiene una población de 434 habitantes (INE 2024). El pueblo fue fundado por portugueses que se establecieron en la zona en el siglo XVIII y, tras su cesión a España, perteneció a Herrera de Alcántara hasta 1838, cuando se formó el municipio.

## Geografía
El municipio es el más occidental de Cáceres y toda Extremadura, y se sitúa a unos 274 m de altitud. Pertenece al partido judicial y subárea comercial de Valencia de Alcántara. Se encuentra a 115 km de Cáceres y a 123 km de las costas portuguesas del océano Atlántico. Su casco urbano se encuentra a 39º39'7" N de latitud, 7º29'42" W de longitud.
El término municipal de Cedillo, con 61,56 km² de superficie, tiene las siguientes características:

### Límites
Cedillo hace frontera con varios concelhos portugueses, excepto por el este, donde limita con Herrera de Alcántara. Sus límites son:
- Castelo Branco al norte.
- Nisa al oeste.
- Castelo de Vide al sur.
- Herrera de Alcántara al este.

### Relieve y vegetación
La parte central del término municipal está formada por un terreno alomado, alcanzando su mayor altitud en el pico Valongo con 344 m. Esta meseta termina hacia el norte, donde va perdiendo altitud en un fuerte declive hacia el río Tajo. De las 6125 ha del término, 1418 ha corresponden a terrenos de labrantío, de los cuales 1200 ha son de cultivos herbáceos y 126 ha de olivar. El resto del término está ocupado por prado y pastizal. Entre sus árboles más comunes nos encontramos con la encina, el alcornoque y el olivo. Fruto de la construcción del pantano de Iberdrola, donde cientos de hectáreas fueron expropiadas, varios terrenos fueron replantados con eucaliptos y pinos, aunque éstos no sean especies propias del entorno.

### Hidrografía
Los dos ríos principales de Cedillo son el Tajo y su afluente el Sever, los cuales marcan, respectivamente, las fronteras norte y oeste del término municipal con Portugal. En la confluencia de estos dos ríos hay un embalse con una central hidroeléctrica de Iberdrola. Conocida es la reivindicación del pueblo de Cedillo para que les construyan un puente sobre el río Sever para unir las orillas españolas y portuguesas, junto al pantano de Iberdrola.
La red de regatos del término está formada por afluentes de estos dos ríos, y destacan el regato de Cabrioso, el regato del Pueblo, el regato del Gato, el regato de la Lapa y el regato Mallomao.

## Historia
Los primeros indicios de asentamientos en la localidad son unos sepulcros megalíticos situados en el término municipal. También se han encontrado vestigios de habitantes romanos y árabes.
Las primeras noticias documentadas de la zona son del siglo XVI y son de unos pescadores que tenían una barca en Puerto Viejo, junto al río Tajo. La barca servía de medio de transporte a los que se querían ir a Castelo Branco desde el Alentejo o viceversa, al no existir todavía la carretera de Vila Velha de Ródão. A estos pescadores se les considera los fundadores de Cedillo. Las guerras entre España y Portugal en el siglo XVIII provocaron la desaparición de aquel pueblo de pescadores, ya que en Portugal eran frecuentes las recogidas de personal para servir en el ejército. Huyendo de los militares, muchos refugiados se escondieron en la zona de Cedillo para evitar entrar en el ejército. A estos refugiados se sumaron los pescadores que regresaron al finalizar las guerras. Con el tiempo, se fue abandonando la orilla de los ríos y la gente se fue estableciendo en el paraje de Cabezo Chozo. Este asentamiento dio lugar a un pueblo de diez vecinos, conocido como Casalinho por los portugueses, diminutivo del portugués casal, que significa "familia" y también "granja, caserío". Otra teoría recoge que el nombre proviene del portugués, "Casas de lino", ya que las primeras viviendas realizadas en la zona del Cabezo Chozo, fueron chozas hechas con paredes de corcho y tejados de ramas de lino.
De este enclave, el pueblo empezó a crecer hacia lo que ahora se conoce como la Calle Murillo (que antiguamente era conocida entre los lugareños como "O cima do monte") para ir extendiéndose posteriormente por la "Calle Nueva" (ahora Comandante Carrillo), "La Plaza", la "Calle del Pozón" (ahora Gutiérrez Mellado), la "Calle de la fragua" (ahora Santa Maria)… hasta la extensión actual.
En la primera documentación escrita sobre la localidad, de finales de siglo XVIII, se denomina al pueblo como Monte de Zedillo, Caserío de Zedillo y Casas de Cedillo. A principios de siglo XIX se le dio el actual nombre Cedillo, nombre que deriva de Cedido, por la cesión que hizo Portugal a España para regularizar la frontera. Hasta 1838, año en el que se creó la corporación municipal de Cedillo, el pueblo perteneció a Herrera de Alcántara. A la caída del Antiguo Régimen la localidad se constituye en municipio constitucional en la región de Extremadura, desde 1834 quedó integrado en el Partido Judicial de Valencia de Alcántara. En el censo de 1842 contaba con 88 hogares y 482 vecinos.

## Economía
La población con empleo en la localidad se dedica al sector primario, agricultura y ganadería, o realiza trabajos temporales para el ayuntamiento que dispone de importantes recursos gracias los impuestos obtenidos por el embalse del Tajo y su Central Hidroeléctrica, construida en la década de 1960, y las instalaciones fotovoltáicas construidas en 2023.

## Lugares de interés
En el pueblo se encuentran los siguientes lugares de interés:

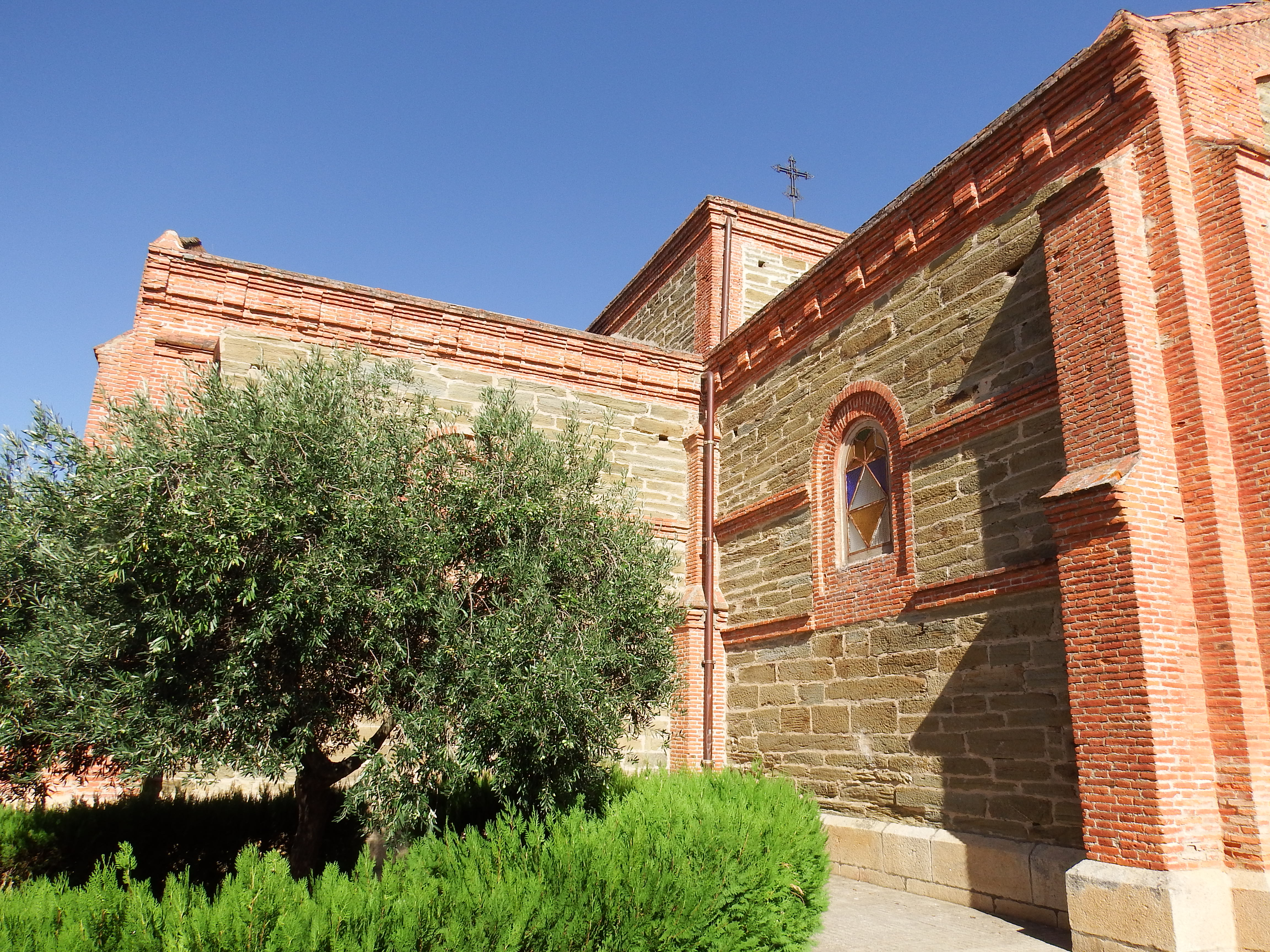
Iglesia de San Antonio de Padua

### Iglesia parroquial de San Antonio de Padua
Es la iglesia del pueblo, de estilo neogótico de finales de siglo XIX, diseñada por el arquitecto Juan Bautista Lázaro de Diego. Fue construida en 1894 para sustituir al templo anterior, que se encontraba en estado ruinoso. El edificio fue construido con materiales próximos a la localidad, como la pizarra y el ladrillo, y su planta es de cruz griega. En la actualidad, la iglesia se encuentra en un estado de deterioro interno debido a filtraciones de agua por sus muros y tejado.

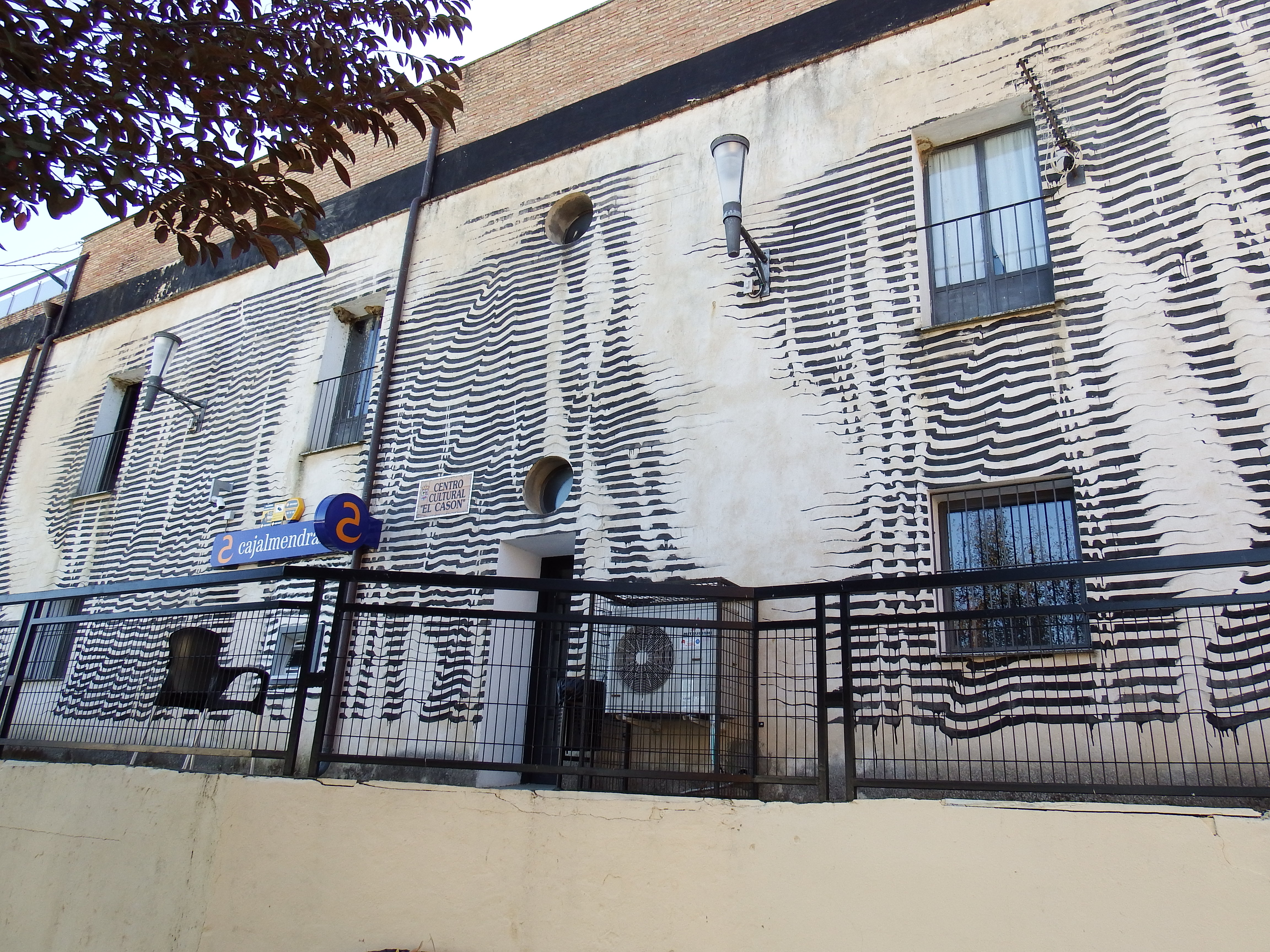
Centro Cultural El Casón

### Casón
El casón es un edificio construido entre 1862 y 1863 por Juan Alberto Casares, quien había comprado en 1861 las fincas de Cedillo, Santo y Mallomao. Está construido con muros exteriores de mampostería de pizarra de hilares irregulares. En el interior aparecen muros de pizarra y ladrillo. Todas las salas del casón estaban cubiertas con bóvedas de rosca de ladrillo. 
Al estar el edificio en territorio del pueblo, los vecinos protestaron a los poderes públicos y Casares tuvo que desalojarlo. Tras tener otros propietarios y ser usado como almacén de grano, sirvió de puesto de vigilancia por los republicanos durante la guerra civil española, por lo que fue quemado y dañado. Durante la construcción de la presa de Cedillo, fue habilitado como casa para la juventud y cine. En los años 1980, el edificio fue cedido al ayuntamiento, que lo rehabilitó. Hoy en día se usa como biblioteca pública y exposición etnográfica.

### Tumbas antropomorfas
En los alrededores del pueblo hay numerosas tumbas excavadas en roca, como una situada en el paraje Aguas de Verano, muy bien conservada. Su tipología es principalmente rectangular y su tamaño es variado. La mayoría de ellas han sido violadas o usadas como pilas para el ganado, por lo cual no han podido ser datadas con exactitud. Una hipótesis es que son de la época paleocristiana o tardorromana, como las de Valencia de Alcántara, Herreruela y Salorino.

### Dólmenes
En el término municipal de Cedillo existen numerosos restos megalíticos. El profesor Jorge Oliveira, de la Universidad de Évora, realizó a partir de 1995 unos estudios para identificarlos. Los estudios recogen un total de 23 dólmenes, como La Joaninha, La Tierra Caída I y II, Los de la Regañada, Los cuatro Lindones, El Molino de Viento, La Fuente Sevillana, La Cruz de la Mujer I y II, entre otros.
Los dólmenes del municipio de Cedillo son de pizarra con una diferenciación nítida entre el corredor y la cámara rodeados por trozos de cuarzo blanco.

### Museo antropológico
El museo antropológico de Cedillo se encuentra en el Centro de Interpretación Tajo-Sever. Allí se encuentra un mural en el cual se describe el modo de construcción de los dólmenes, copias de ídolos placa y utensilios de ajuar encontrados en ellos, una tumba antropomorfa y la representación de una cueva prehistórica.

### Miradores
En el término municipal de Cedillo existen varios miradores desde donde se puede apreciar la fauna y flora de la zona. Entre ellos, el Mirador Casa Miñola, el Mirador Barroca de los Maderos (ambos con vistas al Sever), el nuevo Mirador Olivos de la Tía Zapaterona (con vistas al río Tajo, al río Pinsul/Ponsul y al regato del pueblo), el Mirador Balcón de las pizarras, el Mirador de la Carrasquera, los miradores Tajo-Internacional I y II (ambos con vistas al Tajo) y el Mirador Parque de los pinos (con vistas al pueblo).

### Rutas de Senderismo
En el término municipal de Cedillo se pueden disfrutar de varias rutas de senderismo. Entre ellas, hay varias que van junto al Río Tajo. Por ejemplo, el camino que lleva por la zona de Los Olivos del Tío Rato y por Aguas de Verano, pasando por el mirador de las pizarras o la Marrá del diablo. También está la ruta que lleva por la Calleja Larga, dirección hacia la zona de esparcimiento de La Carrasquera o desvía al Camino de La Foz y el Camino Rayo de Agua, que se dirige al regato del pueblo.

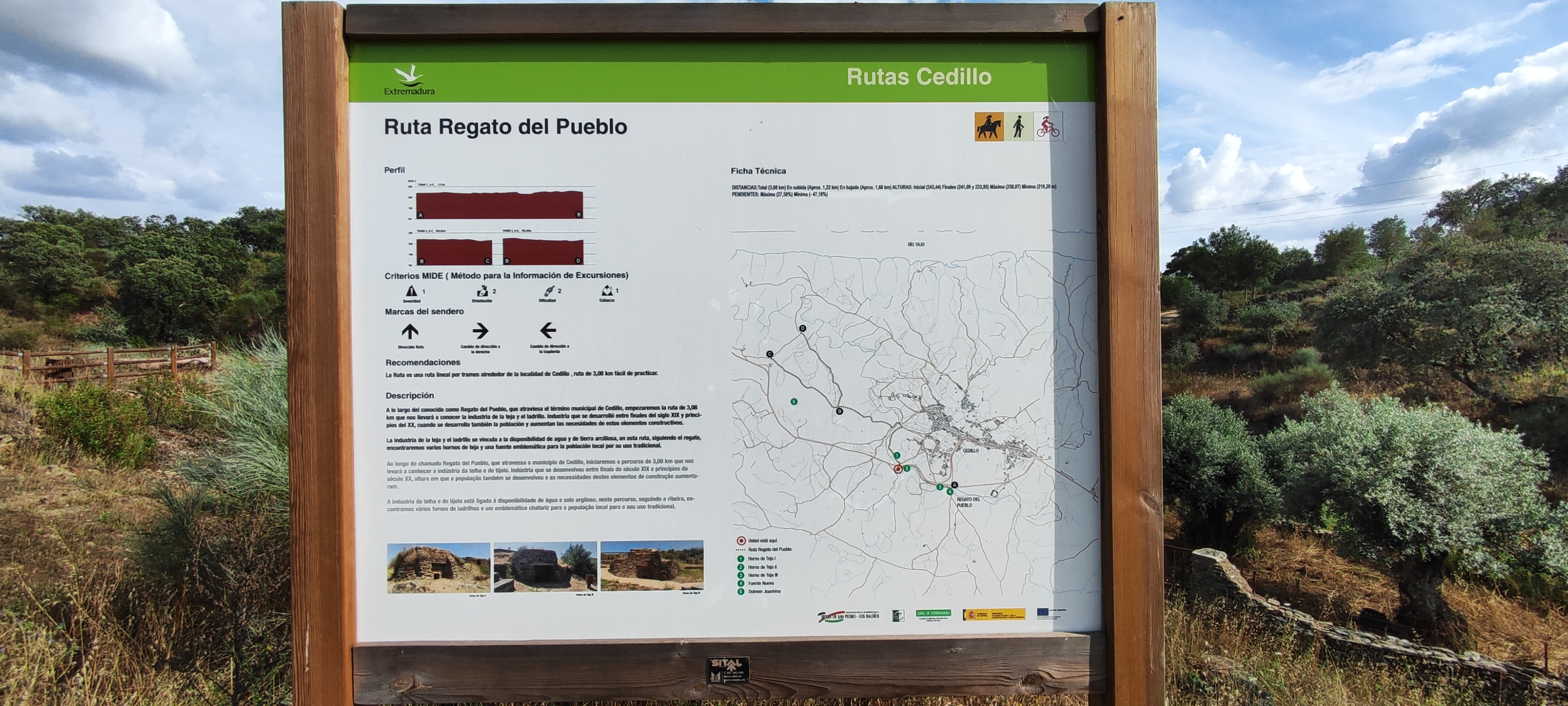
Ruta Regato del Pueblo

También existen rutas para bajar al Río Tajo a través de la Huerta de Las Parreras, el Pesquerón o el Porto, entre otros. Dirección al Río Sever, se puede hacer una ruta que comienza en el Cerro Tocino y que a través del Camino de la loma, y pasando por el punto geodésico, lleva a encontrar tumbas antropomórficas, muy comunes en la zona, llegando hasta la Fuente Nueva del pueblo o hasta Mallomao, si seguimos la ruta completa.
Otra ruta recomendada es comenzar por la Calleja Larga hasta La Carrasquera y ahí coger la ruta que baja al regato y que luego bordea los alrededores de la nueva ermita de Fatima y la Machiera, dirección Fuente Machiera, para llegar finalmente hasta el Mirador Olivos de la Tia Zapaterona.

## Cultura

### Lingüística
Aunque el idioma oficial de Cedillo es el castellano, el hecho de ser una localidad fronteriza con Portugal hace que mucha gente hable portugués.
Este hecho se debe a que la mayoría de los primeros habitantes de Cedillo eran portugueses. Además, hablar castellano era considerado antiguamente un acto de pedantería, entendiéndose el hablar este idioma como símbolo de relieve social y económico. Los niños que podían asistir a la escuela hablaban castellano allí y portugués al volver a casa. En la actualidad, algunas personas muy mayores todavía hablan portugués como segunda lengua y no siempre con soltura, mientras que los jóvenes hablan íntegramente castellano y tienden a desconocer por completo el portugués. Desgraciadamente, esto provocará que en un par de generaciones es posible que se pierda el uso y conocimiento del portugués en el pueblo, ya que aunque ha habido intentos de mantenerlo, enseñándose en la escuela, éstos han fracasado.
A día de hoy, hay zonas y expresiones que se siguen utilizando y cuyo origen es el portugués. Al igual que alguno apodos de vecinos/as del pueblo, que también son en portugués. Cedillo es conocido por ser uno de los pueblos de España donde prácticamente casi todos sus vecinos tienen un apodo/mote, siendo conocidos más por éste que por su nombre propio. A mitad de los años 1990 publicaron un listín telefónico propio con los nombres y motes de los vecinos.

### Heráldica
El escudo de Cedillo fue aprobado mediante la "Orden de 15 de noviembre de 2004, por la que se aprueba el Escudo Heráldico y la Bandera Municipal, para el Ayuntamiento de Cedillo", publicada en el Diario Oficial de Extremadura el 4 de diciembre de 2004 luego de haber aprobado el expediente el pleno corporativo el 21 de enero de 2000 y haber emitido informe el Consejo Asesor de Honores y Distinciones de la Junta de Extremadura el 9 de noviembre de 2004. El escudo se define oficialmente así:

Escudo cortado. 1º en campo de oro una encina de sinople terrasada de lo mismo; 2º en campo de gules un dolmen de plata. 3º en campo de plata una barca de gules, sobre ondas de azul y plata; bordura de plata cargada de ocho cruces flordelisadas de sinople. Escudo timbrado con una corona real de oro.

### Fiestas locales
En el pueblo se celebran las siguientes fiestas locales:
- Matanza internacional, un sábado de febrero. Es una matanza típica en la que se invita a comer a los vecinos de los pueblos portugueses próximos.
- Jueves de Compadres, dos meses antes del Domingo de Resurrección, es una fiesta en la que se empareja a los solteros y solteras de la localidad a través de un sorteo.
- Enfariñamiento, el Martes de Carnaval, es una batalla de harina entre hombres y mujeres en la que se intenta vestir de blanco a los contrincantes.
- Virgen de Fátima, el 13 de mayo. Fiestas en honor a la patrona de la localidad. Antiguamente, esta fiesta se celebraba en el "puerto" del Tajo, una explanada junto al río, hoy desaparecida tras la construcción del pantano de Iberdrola.
- San Antonio de Padua, el 13 de junio. Fiestas en honor al patrón del pueblo.
- Día del Emigrante, el 15 de agosto.
- Hoguera del gallo, el 24 de diciembre. Es una fiesta navideña en la que se hace una hoguera de grandes dimensiones en la plaza del pueblo. La hoguera arde durante toda la noche y a su alrededor se cantan villancicos y se degustan migas con chocolate de madrugada.
- La Gira, el Domingo de Resurrección. Es una fiesta que se celebró hasta finales de los años 70 donde carros adornados con flores y tirados por caballos o burros recorrían las calles, mientras la gente les recibía y aplaudía en la entrada al pueblo de la carretera del salto.

### Gastronomía
Algunos de los platos típicos de Cedillo son: fatias con huevo, vino, miel y leche, sopas de patatas con higos, frite de cabrito o cordero, chanfaina, sopa de peces, tiselá, filloses, empanadas, tortas o chicharrones, tortilla de Cuaresma y buche.

## Demografía
Cedillo cuenta con una población de 434 habitantes (INE 2024).
| Gráfica de evolución demográfica de Cedillo entre 1842 y 2021                                                       |
| |
| Población de derecho según los censos de población del INE Población de hecho según los censos de población del INE |

## Economía

### Evolución de la deuda viva
El concepto de deuda viva contempla sólo las deudas con cajas y bancos relativas a créditos financieros, valores de renta fija y préstamos o créditos transferidos a terceros, excluyéndose, por tanto, la deuda comercial.
| Gráfica de evolución de la deuda viva del ayuntamiento entre 2008 y 2014                             |
| |
| Deuda viva del ayuntamiento en miles de Euros según datos del Ministerio de Hacienda y Ad. Públicas. |

La deuda viva municipal por habitante en 2014 ascendía a 0 €.

## Personas notables
- Miguel Ángel Morales Sánchez

## Pueblos homónimos
- Cedillo de la Torre (provincia de Segovia)
- Cedillo del Condado (provincia de Toledo)